# Conothraupis speculigera
La tangara albinegra (Conothraupis speculigera), también denominada frutero negro y blanco, tangara negriblanca (en Ecuador) o tangara negra y blanca (en Perú), es una especie de ave paseriforme de la familia Thraupidae, una de las dos perteneciente al género Conothraupis, el otro miembro único de su género es el recientemente redescubierto Conothraupis mesoleuca. Es nativa del oeste de América del Sur.

## Distribución y hábitat
Esta especie es considerada rara a poco común. Se reproduce en los bosques caducifolios y clareras arbustivas del suroeste de Ecuador (principalmente en Loja y El Oro) y del noroeste de Perú (al sur hasta La Libertad) durante el primer semestre, después migra a través de los Andes para dispersarse en el suroeste de la Amazonia del este de Ecuador, norte y este de Perú, extremo oeste de Brasil (Acre) hasta el extremo noroeste de Bolivia, donde habita en bordes de selvas húmedas, crecimientos secundarios y bosques riparios. En la temporada reproductiva llega hasta los 1950 m de altitud. Esta peculiar migración trasandina puede ser exclusiva de la presente especie.

## Descripción
Tiene una longitud total de 16 cm y pesa de 23 a 28 g. El macho es negro azulado brillante con una mancha blanca semi-oculta en la corona, es blanco en sus partes inferiores y exhibe un espéculo blanco en las alas. El pico, es más largo que el superficialmente similar Sporophila luctuosa y carece de los flancos negros y del pico blanco tiza en relación con el congénere Conothraupis mesoleuca. La hembra es verde oliva con ligeras manchas, amarillenta en las partes inferiores y el pecho flamulado. Ambos sexos tienen el iris rojizo y el pico grisáceo, más azulado abajo.

## Comportamiento
Por lo general es raro y poco común, y suele verse solo o en pareja, pero se lo puede encontrar en grupos de hasta 50 individuos. Se alimenta de insectos y semillas. En la parte norte de su distribución se reproduce durante la temporada de lluvias (alrededor de marzo), tras lo cual se dispersa.

### Reproducción
El nido fue descrito solamente en 2006 como abierto y desordenado, y mal entretejido, midiendo alrededor de 6 a 7 cm de alto y 10 a 11 cm de ancho externo, con una copa de 6 cm de ancho y 4 cm de profundidad. Está colocado a media altura (alrededor de 50 a 150 cm del suelo) en arbustos pequeños, por ej. Urticaceae o Lantana sp.; tal vez prefiera especies de arbustos espinosos y erizados como estos. En su construcción usa palitos y pecíolos de hojas, y forrado con los rizomorfos negros de los hongos.
El empolle presumiblemente se compone de dos a tres huevos de color azul pálido con manchas de marrón fuerte, bastante uniformemente distribuidas, midiendo 21 x 15,6 mm.

### Vocalización
El canto de los machos es distintivo, como los ictéridos, de timbre alto y fuerte, oído desde lejos, por ej. «chrii-iong, chrii-iong».

## Estado de conservación
La tangara albinegra ha sido calificada como casi amenazada por la Unión Internacional para la Conservación de la Naturaleza (IUCN), ya que es poco común y rara a lo largo de su distribución, y debido a la sospecha que su población, moderadamente baja, se encuentre en decadencia por causa de la pérdida de hábitat y su degradación.

## Sistemática

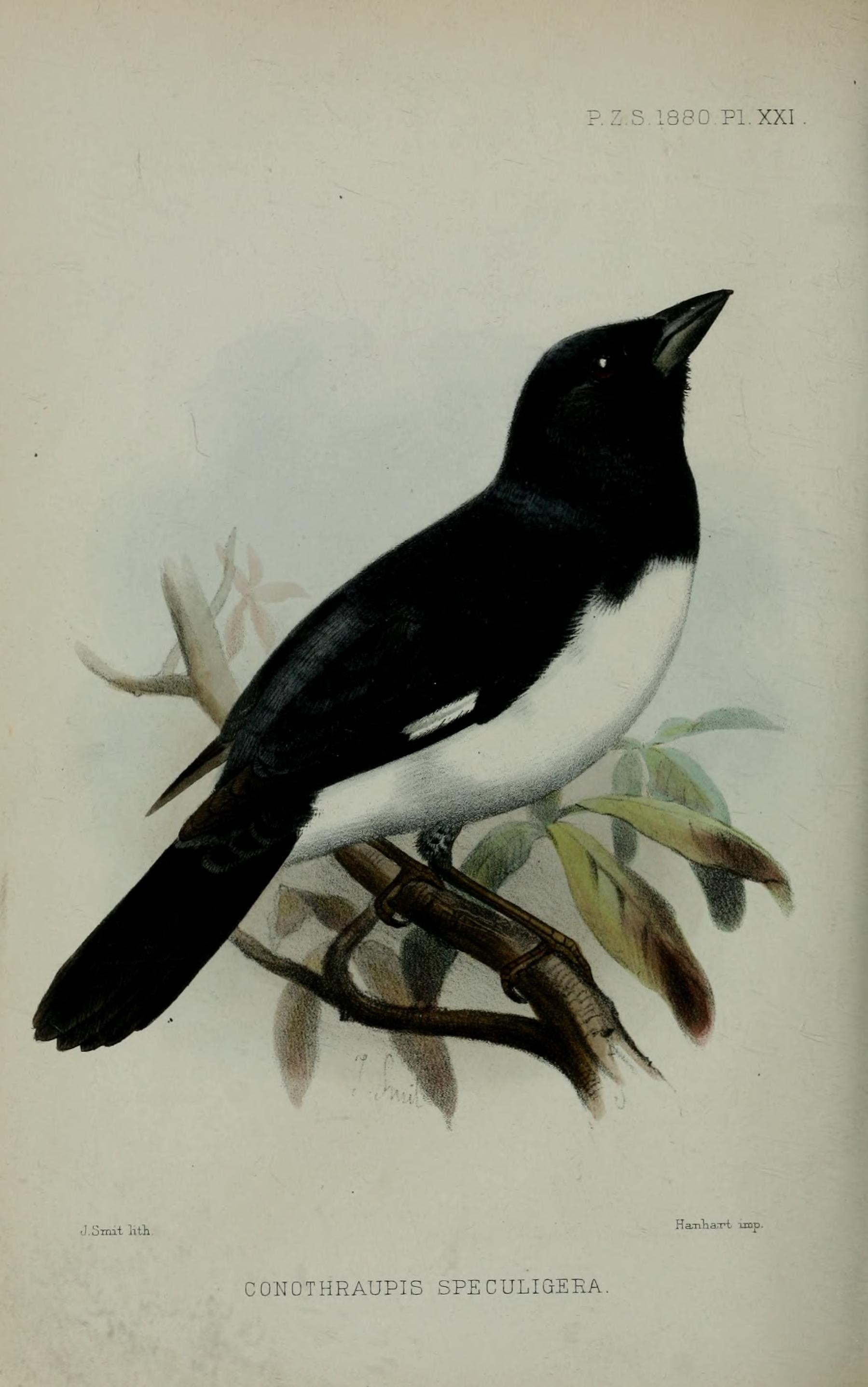
Conothraupis speculigera ilustración de Joseph Smit para Proceedings of the Zoological Society of London, 1880.

### Descripción original
La especie C. speculigera fue descrita por primera vez por el ornitólogo británico John Gould en 1855 bajo el nombre científico Schistochlamys speculigera; su localidad tipo es: «río Ucayali, Perú».

### Etimología
El nombre genérico femenino «Conothraupis» se compone de la palabra latina «cono» que significa ‘cono’, y de la palabra griega «thraupis»: un pequeño pájaro desconocido, tal vez algún tipo de pinzón (en ornitología thraupis significa tangara); y el nombre de la especie «speculigera», se compone de las palabras latinas «speculum» que significa ‘espejo’  y «ger» que significa ‘cargando’, ‘llevando’.

### Taxonomía
Es monotípica. 